# آلن پارسونز پراجکت
آلن پارسونز پراجکت (به انگلیسی: The Alan Parsons Project) یک گروه پراگرسیو راک انگلیسی بود که مابین سالهای ۷۵ تا ۹۵ میلادی فعال بود. اساس شکل‌گیری این گروه آلن پارسونز و اریک وولفسون بودند و باقی اعضا به صورت فصلی با گروه همکاری می‌کردند.

## آلبوم‌های استودیویی
- Tales of Mystery and Imagination
- I Robot
- Pyramid
- Eve
- The Turn of a Friendly Card
- Eye in the Sky
- Ammonia Avenue
- Vulture Culture
- Stereotomy
- Gaudi
- Freudiana